# Gustavo Viera (calciatore 2000)
Gustavo Daniel Viera Moreira, meglio noto come Gustavo Viera (Montevideo, 21 ottobre 2000), è un calciatore uruguaiano, attaccante del Boston River.

## Caratteristiche tecniche
È un centravanti.

## Carriera

### Club
Cresciuto nel settore giovanile del Liverpool (M), ha esordito in prima squadra il 16 aprile 2017 in occasione del match di Coppa Sudamericana perso 2-0 contro il Fluminense.

### Nazionale
Ha giocato nella nazionale uruguaiana Under-17, con la quale nel 2017 ha anche partecipato al campionato sudamericano di categoria.

## Palmarès

### Club

#### Competizioni nazionali
- Campionato uruguaiano: 1

Liverpool Montevideo: Intermedio 2019
- Supercoppa uruguaiana: 1

Liverpool Montevideo: 2020